# Équipe de Singapour de hockey sur glace
L'équipe de Singapour de hockey sur glace est la sélection nationale de Singapour regroupant les meilleurs joueurs singapouriens de hockey sur glace lors de compétitions internationales. L'équipe est sous la tutelle de la Fédération de Singapour de hockey sur glace. L'équipe n'est pas classée au sein du classement IIHF en 2018.

## Historique
En 1996, Singapour rejoint la Fédération internationale de hockey sur glace en tant que membre associé.
Le premier match officiel de Singapour au niveau international se déroule le 24 avril 2008 contre l'équipe de Macao et se solde par une victoire 4 à 0.
La sélection singapourienne officie uniquement au niveau international lors du Challenge d'Asie de hockey sur glace. Son meilleur classement fut une cinquième place décrochée en 2008.

## Résultats

### Jeux olympiques
- 1920-2018 - Ne participe pas

### Championnats du monde
- 1920-2020 - Ne participe pas
- 2021 - Annulé en raison du coronavirus
- 2022 - 3e de Division IV

### Jeux asiatiques d'hiver
- 1986-2017 - Ne participe pas

### Challenge d'Asie
- 2008 - 5e place
- 2009 - 6e place
- 2010 - 9e place
- 2011-2012 - Ne participe pas
- 2013 - 9e place
- 2014 - 3e de la Division I
- 2015 - 2e de la Division I
- 2016 - 5e place
- 2017 - 4e place
- 2018 - 4e place

### Bilan des matchs internationaux
Au 2 avril 2010
| Équipe              | PJ | V | N | D | BP | BC | +/-  |
| ------------------- | -- | - | - | - | -- | -- | ---- |
| Macao               | 3  | 2 | 1 | 0 | 13 | 4  | + 9  |
| Inde                | 1  | 1 | 0 | 0 | 5  | 0  | + 5  |
| Thaïlande           | 2  | 1 | 0 | 1 | 1  | 11 | - 10 |
| Hong Kong           | 2  | 0 | 1 | 1 | 1  | 2  | - 1  |
| Taipei chinois      | 1  | 0 | 0 | 1 | 1  | 2  | - 1  |
| Malaisie            | 2  | 0 | 1 | 1 | 4  | 5  | - 1  |
| Émirats arabes unis | 1  | 0 | 0 | 1 | 2  | 4  | - 2  |
| Mongolie            | 1  | 0 | 0 | 1 | 1  | 5  | - 4  |
| Koweït              | 1  | 0 | 0 | 1 | 2  | 4  | - 2  |

## Entraîneurs
| Période | Nom des entraîneurs | Nationalité |
| ------- | ------------------- | ----------- |
| 2013    | Sam Goodwin         | États-Unis  |
| 2014    | Alphonsus Joseph    | Singapour   |
| 2015    | Darrin Harrold      | Canada      |
| 2018    | Robert Martini      | Canada      |